# Títulos do Grêmio Esportivo Brasil
A lista abaixo mostra os principais títulos da história do Grêmio Esportivo Brasil no futebol e no futsal. Neste artigo estão listados 95 títulos do Brasil, sendo: 54 oficiais, 24 não-oficiais, 12 conquistados pelas categorias de base e 5 pelo time de futsal. Também são mostradas as participações do time nas suas principais competições e as campanhas de destaques.

## Futebol

### Títulos oficiais
| Estaduais         | Estaduais                             | Estaduais   | Estaduais |
| Competição        | Competição                            | Competição  | Temporadas |
| ----------------- | ------------------------------------- | ----------- | --- |
|                   | Campeonato Gaúcho                     | 2           | 1918 e 1919 |
| Rio Grande do Sul | Campeonato do Interior                | 11          | 1919, 1953, 1954, 1955, 1963, 1968, 1983, 1984, 2014, 2015 e 2022                                                 |
| Rio Grande do Sul | Copa Governador do Estado             | 1           | 1972 |
| Rio Grande do Sul | Regional do Campeonato Gaúcho         | 7           | 1926, 1927, 1941, 1946, 1950, 1955 e 1961                                                                         |
| Rio Grande do Sul | Taça Cidade de Porto Alegre           | 1           | 1991 |
| Rio Grande do Sul | Copa Cléber Furtado                   | 1           | 1992 |
| Rio Grande do Sul | Copa Centenário da FGF                | 1           | 2018 |
| Rio Grande do Sul | Campeonato Gaúcho - Divisão de Acesso | 3           | 1961, 2004 e 2013                                                                                                 |
| Municipais        |                                       |             | |
| Competições       | Competições                           | Competições | Temporadas |
|                   | Campeonato Citadino de Pelotas        | 28          | 1917-19, 1921, 1926-27, 1929, 1931, 1937, 1941-42, 1946, 1948-50, 1952-55, 1961-64, 1970, 1976, 1982, 2004 e 2006 |
|                   | Taça Cidade de Pelotas                | 1           | 1982 |

### Títulos não-oficiais
| Internacionais    | Internacionais                                     | Internacionais | Internacionais                                                    |
| Competição        | Competição                                         | Competição     | Temporadas                                                        |
| ----------------- | -------------------------------------------------- | -------------- | ----------------------------------------------------------------- |
| El Salvador       | Torneio Quadrangular Internacional de El Salvador  | 1              | 1956                                                              |
| Estaduais         |                                                    |                |                                                                   |
| Competição        | Competição                                         | Competição     | Temporadas                                                        |
| Rio Grande do Sul | Seletiva do Campeonato Brasileiro de Futebol       | 1              | 1978                                                              |
| Rio Grande do Sul | Torneio da Morte                                   | 1              | 1961                                                              |
| Rio Grande do Sul | Taça Casa Marcílio Dias                            | 1              | 1926                                                              |
| Rio Grande do Sul | Copa Rio Grande do Sul                             | 1              | 1993                                                              |
| Rio Grande do Sul | Torneio Início Gaúcho                              | 1              | 1967                                                              |
| Rio Grande do Sul | Torneio Festa do Interior                          | 1              | 1983                                                              |
| Rio Grande do Sul | Copa Giuglianni Filho                              | 1              | 1995                                                              |
| Rio Grande do Sul | 2º Turno da Divisão de Acesso                      | 1              | 2013                                                              |
| Rio Grande do Sul | Troféu Multiesporte 25 Anos                        | 1              | 2019                                                              |
| Rio Grande do Sul | Taça 4° Batalhão da Polícia Militar 50 Anos        | 1              | 2019                                                              |
| Regionais         |                                                    |                |                                                                   |
| Competição        | Competição                                         | Competição     | Temporadas                                                        |
|                   | Torneio Seletivo do Campeonato Gaúcho - Região Sul | 11             | 1919, 1921, 1931, 1942, 1948, 1949, 1950, 1952, 1953, 1954 e 1955 |
|                   | Torneio Rio Grande-Pelotas                         | 1              | 1952                                                              |
| Municipais        |                                                    |                |                                                                   |
| Competição        | Competição                                         | Competição     | Temporadas                                                        |
|                   | Torneio do Dia dos Desportos em Pelotas            | 1              | 1940                                                              |

### Categorias de Base
| Regionais         | Regionais                             | Regionais  | Regionais   |
| Competição        | Competição                            | Competição | Temporadas  |
| ----------------- | ------------------------------------- | ---------- | ----------- |
|                   | Copa Sul Sub-17                       | 1          | 2001        |
| Estaduais         |                                       |            |             |
| Competição        | Competição                            | Competição | Temporadas  |
| Rio Grande do Sul | Campeonato Gaúcho Sub-20              | 1          | 1984        |
| Rio Grande do Sul | Copa FGF Sub-19                       | 1          | 2018        |
| Rio Grande do Sul | Copa SAFERGS Sub-20                   | 1          | 2009        |
| Rio Grande do Sul | Copa SAFERGS Sub-17                   | 1          | 2019        |
| Rio Grande do Sul | Primeira Liga Metade Sul Sub-17       | 1          | 2009        |
| Rio Grande do Sul | Copa FGF Sub-19                       | 1          | 2018[44]    |
| Rio Grande do Sul | Copa SAFERGS Sub-15                   | 1          | 2019        |
| Rio Grande do Sul | Copa SAFERGS Sub-13                   | 2          | 2018 e 2019 |
| Rio Grande do Sul | Copa Teutônia Sub-17                  | 1          | 2019[45]    |
| Municipais        |                                       |            |             |
| Competição        | Competição                            | Competição | Temporadas  |
|                   | Campeonato Citadino de Pelotas Sub-17 | 1          | 2009        |

 Campeão invicto

## Futsal
| Estaduais         | Estaduais                   | Estaduais  | Estaduais                     |
| Competição        | Competição                  | Competição | Temporadas                    |
| ----------------- | --------------------------- | ---------- | ----------------------------- |
| Rio Grande do Sul | Campeonato Gaúcho de Futsal | 5          | 1963, 1966, 1967, 1968 e 1969 |

## Participações
| Competição        | Competição            | Temporadas | Melhor Campanha             | Anos                                                                                      |
| ----------------- | --------------------- | ---------- | --------------------------- | ----------------------------------------------------------------------------------------- |
| Rio Grande do Sul | Campeonato Gaúcho     | 59         | Campeão (1919)              | 1919, 1921, 1931, 1942, 1948-50, 1952-55, 1962-1973, 1977-88, 1991-99, 2005-09, 2014-2023 |
| Rio Grande do Sul | Divisão de Acesso     | 12         | Campeão (1961, 2004 e 2013) | 1961, 1989-1990, 2000-2004, 2010-2013                                                     |
| Rio Grande do Sul | Copa FGF              | 9          | Vice-campeão (2007 e 2012)  | 2004-2007, 2009, 2011-2014                                                                |
|                   | Primeira Liga         | 1          | Grupos (2017)               | 2017                                                                                      |
| Brasil            | Campeonato Brasileiro | 4          | 3º colocado (1985)          | 1978-1979, 1984-1985                                                                      |
| Brasil            | Série B               | 9          | 8º colocado (2017)          | 1980, 1986, 2000, 2016-2021                                                               |
| Brasil            | Série C               | 15         | 4º colocado (2015)          | 1995-1999, 2001-2003, 2006, 2008-2011, 2015, 2022                                         |
| Brasil            | Série D               | 2          | Vice-Campeão (2014)         | 2012, 2014                                                                                |
| Brasil            | Copa do Brasil        | 6          | 3ª fase (2020)              | 2013, 2015-2016, 2019-2020, 2022                                                          |

Em negrito nas temporadas as competições que o clube participa em 2019.

## Campanhas de Destaque
| Competição        | Competição                      | 1°                   | 2°                                     | 3°                                                 | 4°                                     |
| ----------------- | ------------------------------- | -------------------- | -------------------------------------- | -------------------------------------------------- | -------------------------------------- |
| Brasil            | Campeonato Brasileiro - Série A |                      |                                        | 1 (1985)                                           |                                        |
| Brasil            | Campeonato Brasileiro - Série C |                      |                                        |                                                    | 1 (2015)                               |
| Brasil            | Campeonato Brasileiro - Série D |                      | 1 (2014)                               |                                                    |                                        |
| Brasil            | Copa dos Campeões Estaduais     |                      |                                        | 1 (1920)                                           |                                        |
| Rio Grande do Sul | Campeonato Gaúcho - Série A     | 1 (1919)             | 6 (1953, 1954, 1955, 1983, 1984, 2018) | 8 (1921, 1950, 1952, 1963, 1997, 1998, 2014, 2015) | 6 (1931, 1942, 1949, 1964, 1968, 1992) |
| Rio Grande do Sul | Campeonato Gaúcho - Série A2    | 3 (1961, 2004, 2013) |                                        | 1 (2002)                                           | 1 (2000)                               |